# Wronie (osada leśna)
Wronie – osada leśna (leśniczówka) w Polsce położona w województwie kujawsko-pomorskim, w powiecie wąbrzeskim, w gminie Ryńsk.
W latach 1975–1998 miejscowość należała administracyjnie do województwa toruńskiego.